# Leerdam
Leerdam es una ciudad situada en el municipio de Vijfheerenlanden, en la provincia de Utrecht, Países Bajos. 
Fue un municipio independiente hasta que entró en vigencia la reorganización municipal del 1 de enero de 2019.